# Олізар Шилович
Олізар Шилович гербу Кирдій (пом. 1486) — волинський боярин, урядник та військовий діяч Великого князівства Литовського.

## Життєпис
Син Гаврила Шила, — члена ради великого князя Свидригайла протягом 1436–1438 років, підписанта Христмемельського договору (1432). 
Наприкінці 1453 року разом з луцьким старостою Немирею Рязановичем, правдоподібно став на чолі волинських бояр, які виступали проти ВКЛ. Невдовзі став відданим прихильником великого князя. В 1461 році був володимирським старостою, бл. 1463-го став маршалком Волинської землі — найвищим достойником Волині з надання великого князя литовського. Від 1480 року до смерті був луцьким старостою.
Один з найзаможніших волинських бояр часів Свидригайла: посідав маєтки Се(і)рники, Любча, Горохів, Губин, Марковичі, Доросин, Поворсько, Здовбиця, Глинськ, Хоцень в Луцькому повіті. 1450 року отримав від Казимира IV Ягеллончика привілей, який підтверджував право дідицтва родинних маєтків та наданих князем Свидригайлом, які відтоді мали трактуватись як ба́тьківщина. Це сталось через політику великого князя литовського для отримання підтримки від найвпливовіших волинських панів його політики.
Був одружений з донькою київського воєводи Юрші Федькою — вдовою князя Степанського, ймовірно, Михайла, дітей не мали. Вдова 1487 року записала маєтки Здовбицю, Глинськ Казимиру Ягеллончику, Любчу з селами відступила сестринцеві князю Роману Васильовичу (надалі — Любецький) з Друцьких.